# Gåstjärnen (Kroppa socken, Värmland)
Gåstjärnen är en sjö i Filipstads kommun i Värmland och ingår i Göta älvs huvudavrinningsområde. Sjön är 11 meter djup, har en yta på 0,262 kvadratkilometer och är belägen 232 meter över havet. Sjön avvattnas av vattendraget Tvärälven.

## Delavrinningsområde
Gåstjärnen ingår i det delavrinningsområde (661175-142098) som SMHI kallar för Utloppet av Gåstjärnen. Medelhöjden är 239 meter över havet och ytan är 0,89 kvadratkilometer. Det finns ett avrinningsområde uppströms, och räknas det in blir den ackumulerade arean 13,5 kvadratkilometer. Tvärälven som avvattnar avrinningsområdet har biflödesordning 5, vilket innebär att vattnet flödar genom totalt 5 vattendrag innan det når havet efter 358 kilometer. Avrinningsområdet består mestadels av skog (70 procent). Avrinningsområdet har 0,26 kvadratkilometer vattenytor vilket ger det en sjöprocent på 29,4 procent.